# Muirhead Bone

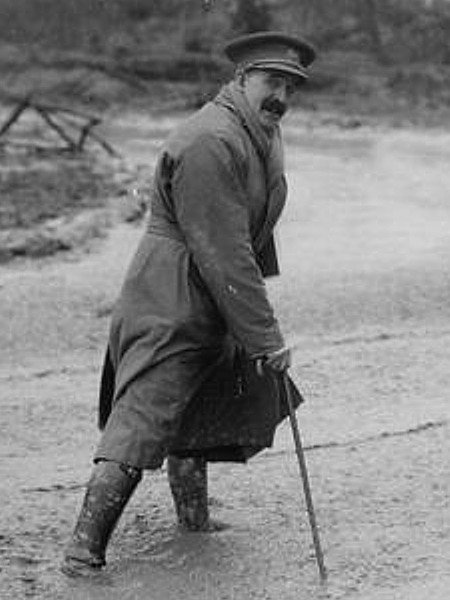
Muirhead Bone während der Schlacht an der Somme

Sir Muirhead Bone (* 23. März 1876 in Glasgow; † 21. Oktober 1953 in Oxford) war ein schottischer Radierer, Aquarellmaler, Zeichner sowie Kriegsmaler während des Ersten und Zweiten Weltkriegs.

## Leben

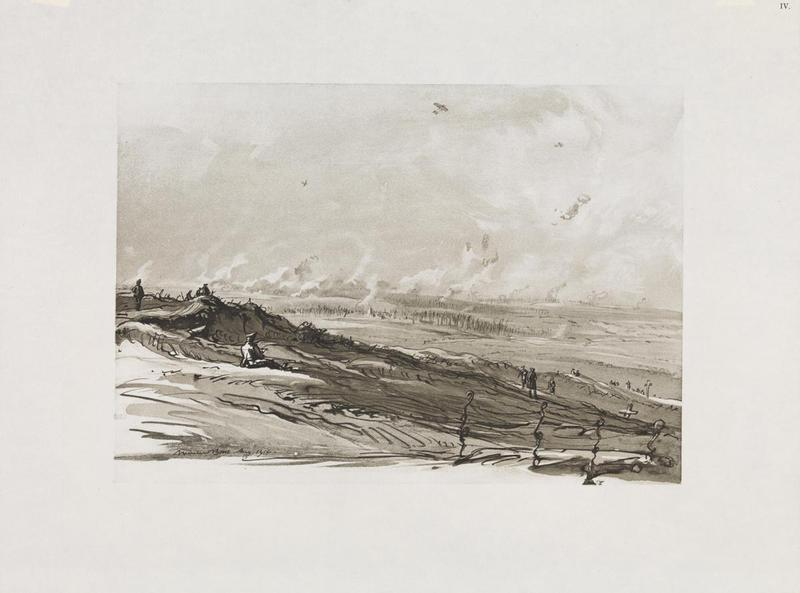
The Battle of the Somme (1918)

Muirhead Bone ging als eines von acht Kindern aus der Ehe des Journalisten und Verlegers David Drummond Bone (1841–1911) und seiner Frau Elizabeth Millar Crawford (1847–1886) hervor. Seine Geschwister waren u. a. der jahrelang für den Manchester Guardian publizierende Journalist James Bone (1872–1962) sowie der Seemanskapitän Sir David Bone (1874–1959). Muirhead begann zunächst eine Lehre als Architekt. Bald darauf widmete er sich jedoch der Kunst und begann ein Studium an der Glasgow School of Art. Bone spezialisierte sich zu Beginn seiner Künstlerkarriere auf Druckgrafiken. Seine ersten, mittels Druckverfahren hergestellten Werke waren Lithografien. Größere Bekanntheit erlangte er hingegen durch seine Radierungen bzw. Kaltnadelradierungen, die oftmals industrielle oder architektonische Objekte wie gotische Kathedralen, städtische Bau- und Abrissanlagen oder Gebäude im anglo-normannischen Stile darstellten. Daneben wendete sich Bone außerdem häufiger dem Landschafts-Sujet zu.

Um seine Laufbahn als Künstler weiter voranzubringen, zog er 1901 nach London, wo er kurze Zeit später Mitglied des renommierten New English Art Clubs wurde. Zu seinem Bekanntenkreis zählten u. a. Henry Tonks, Alphonse Legros und William Strang. Er hielt seine erste Einzelausstellung 1902 in der von William Rothenstein und John Fothergill gegründeten Carfax Gallery im zentral gelegenen Londoner Stadtteil St. James’s. Er gehörte überdies dem Glasgow Art Club an, deren Ausstellungen er ebenfalls mit seinen Werken beschickte. Im Jahre 1903 heiratete er Gertrude Helena Dodd, die Schwester des ebenso berühmten Radierers Francis Dodd. Seine Frau schlug später eine Karriere als Autorin ein. Das Paar hatte zwei Kinder: Stephen (1904–1958) und Gavin (1906–1943). Ihr älterer Sohn Stephen wurde später selbst angesehener Künstler und auch Kriegsmaler.

### Erster Weltkrieg
Im Jahre 1916 kontaktierte A.P. Watt, ein Literaturagent, der für das britische Kriegspropagandabüro arbeitete, Bone wegen eines Auftragswerkes. Am 2. März desselben Jahres wurde in Großbritannien ein Wehrdienstgesetz verabschiedet, durch welches zahlreiche Männer im Alter von 18 bis 41 Jahren zum Militärdienst einberufen wurden. Watt informierte Bone, dass er bald zwangsrekrutiert werden könnte und schlug ihn daher beim Leiter des Kriegspropagandabüros, Charles Masterman, als Kriegsmaler vor. Auch auf Anraten William Rothensteins berief Masterman Bone im Mai 1916 zum ersten offiziellen Kriegsmaler Großbritanniens.

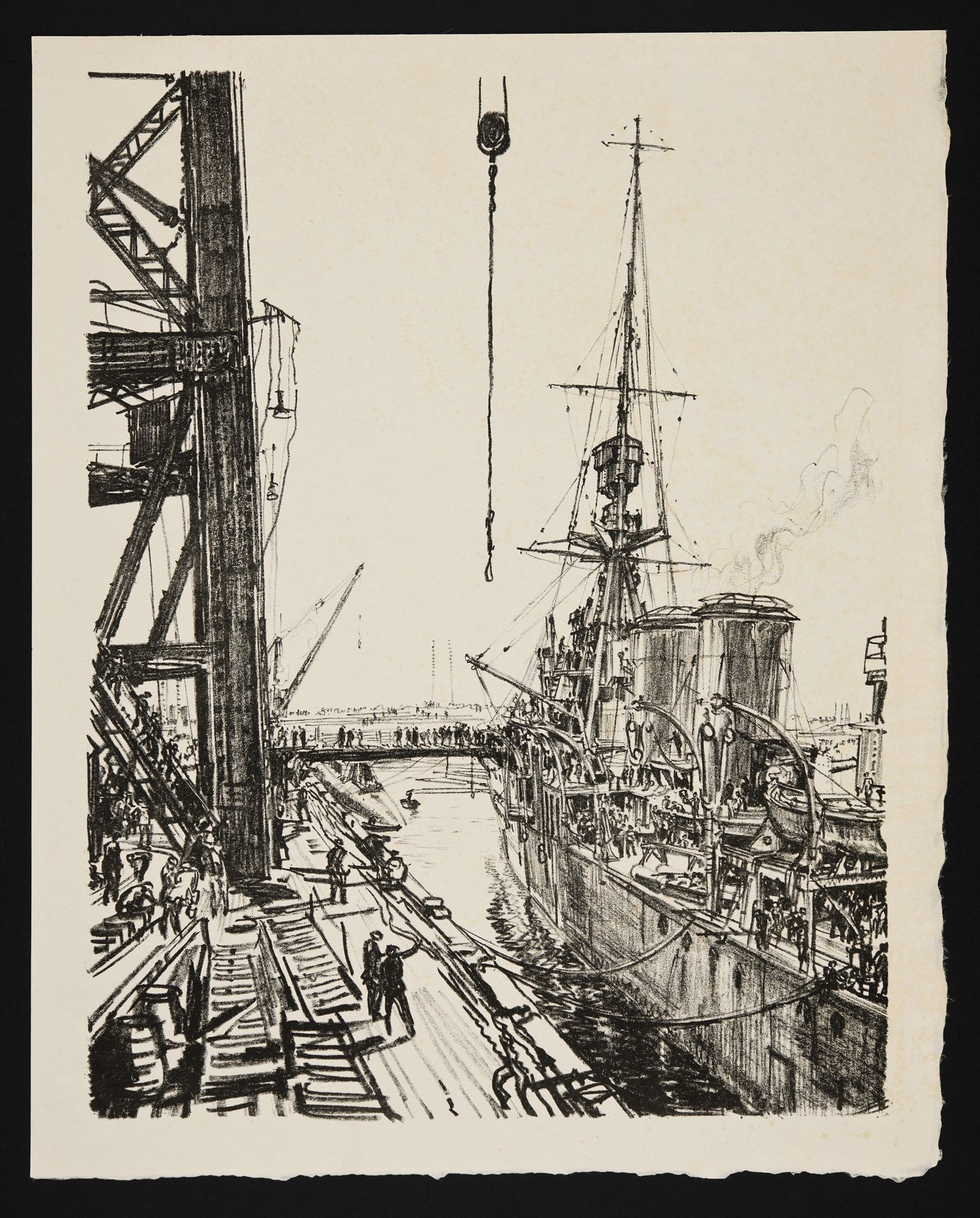
Ready for Sea (1917)

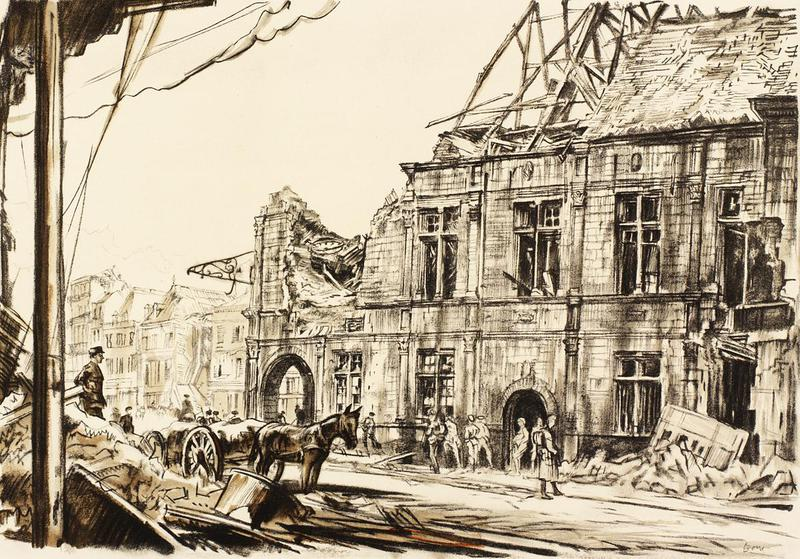
The Town Hall, Péronne (1918)

Bone hatte sich früh für die Erstellung eines offiziellen Kriegskünstlerprogramms starkgemacht. Obwohl bei Kriegsbeginn 38 Jahre alt, blieb Bone durch seine Ernennung zum Kriegsmaler von einer Einberufung zum Militär verschont. Im Juni 1916 wurde ihm zudem ehrenhalber der militärische Rang eines Second Lieutenant verliehen und er wurde dienstlich nach Frankreich beordert, wofür ihm ein Sold von 500 £ zugesprochen wurde (nach heutigem Wert in etwa £42.000). Er erreichte Frankreich am 16. August 1916 während der Schlacht an der Somme.
Kriegsmalerisch tätig war er vor allem an der Westfront und bei der Royal Navy. Bis Oktober 1916 hatte er an die 150 Zeichnungen vom Krieg produziert, bevor er nach Großbritannien zurückkehrte und sich anderen Motiven widmete, wie der Darstellung von Werften und Schlachtschiffen. 1917 wurde er ein weiteres Mal als Kriegsmaler in Frankreich eingesetzt und fokussierte sich diesmal im Speziellen auf vom Krieg gezeichnete Städte und Dörfer.
Zwei Bände seiner Kriegszeichnungen, The Western Front und With the Grand Fleet, wurden während des Krieges veröffentlicht. Bone war des Weiteren aktives Mitglied des British War Memorials Committee und nahm Einfluss in die Auswahl der vom Komitee beauftragten Künstler. Er beriet auch das Komitee bei der Planung einer Gedenkhalle (Hall of Remembrance), die zur Dokumentation und als Denkmal für den Ersten Weltkrieg dienen sollte.

### Zwischenkriegszeit
Nach 1918 kehrte Bone zu jener Art Kunst zurück, der er sich vor dem Krieg annahm. Er war ein wichtiger Förderer des britischen Künstlers Wyndham Lewis sowie des Iren William Orpen, die selbst als Kriegsmaler tätig waren. Er unternahm einige Auslandsreisen, u. a. nach Italien, Frankreich und in die Niederlande, die sein künstlerisches Schaffen zunehmend beeinflussten. Während einer Schiffsreise über den Atlantik malte er drei Porträts des polnisch-britischen Schriftstellers Joseph Conrad.
In der Zwischenkriegszeit präsentierte er seine Werke auf zahlreichen Ausstellungen in namhaften Galerien, u. a. in London und New York. 1937 wurde Bone für seine Verdienste als Künstler als Knight Bachelor geadelt. Er war zudem Kurator und Komiteemitglied verschiedener Museen, wie der Tate Gallery, der National Gallery sowie des Imperial War Museums.

### Zweiter Weltkrieg
1940, im hohen Alter von 64 Jahren, wurde Bone neuerdings als Kriegsmaler bestellt, diesmal als Mitglied des War Artists‘ Advisory Committee (WAAC). Dieses wurde vom britischen Informationsministerium mit dem Ziel gegründet, einen umfassenden künstlerischen und dokumentarischen Bericht über die Geschichte Großbritanniens während des Zweiten Weltkriegs zu erstellen. Bone wurde ebenfalls der Rang des Majors bei den Royal Marines verliehen, wodurch sich seine Arbeit während des Zweiten Weltkriegs vorwiegend auf das Abbilden von Marineoffizieren, Küstenanlagen und evakuierten Truppen konzentrierte. Er fertigte u. a. Zeichnungen von Paraden der Matrosen der Ajax bzw. der Exeter an, jenen zwei britischen Kreuzern, die am 13. Dezember 1939 während des Gefechts vor dem Río de la Plata das deutsche Panzerschiff Admiral Graf Spee in Angriff nahmen. Zudem zeichnete er einige der letzten britischen Truppen, die während der Operation Dynamo von der Royal Navy aus Dünkirchen evakuiert wurden. 

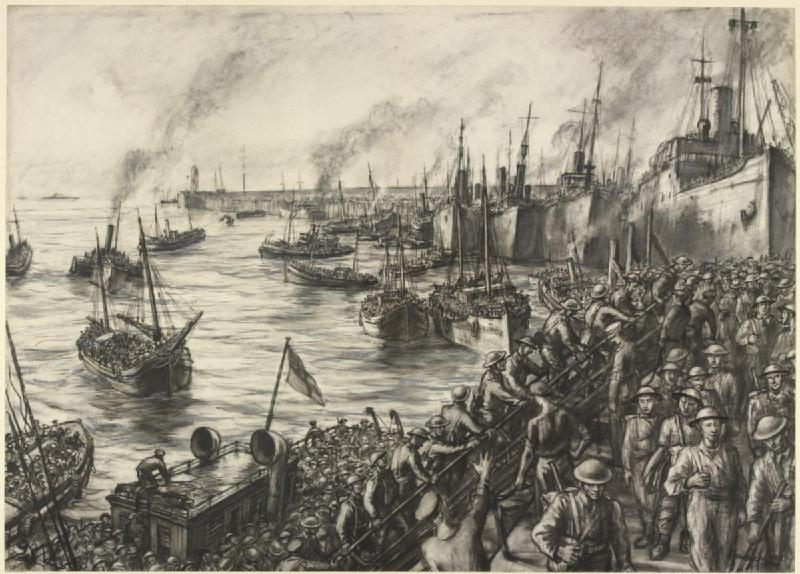
The Return from Dunkirk (1940)

Aufgrund des Todes seines Sohnes Gavin 1943, der an Tuberkulose starb, entschied Bone, seiner Tätigkeit als Kriegsmaler nicht länger nachzugehen. Dem WAAC blieb er hingegen bis zum Ende des Krieges als aktives Mitglied treu. Den frei gewordenen Posten als Kriegsmaler der Marine übernahm in der Folge Bone’s älterer Sohn Stephen.

### Tod
Muirhead Bone starb am 21. Oktober 1953 in Oxford im Alter von 77 Jahren. Seine letzte Ruhestätte befindet sich auf dem Kirchhof neben der St. Mary’s Church in dem kleinen Ort Whitegate in der Grafschaft Cheshire.

## Arbeitsstil
Bones Werke kann man großteils der Stilrichtung des Realismus zuordnen. Er wies eine körperliche Eigenart auf, die es ihm ermöglichte, Kriegsdarstellungen von auffallender Realitätstreue zu fertigen: So soll die Sehstärke von Bone, der an einem Auge kurzsichtig und am anderen weitsichtig war, mitentscheidend für seine besonders wirklichkeitsnahen Abbildungen gewesen sein. Ebenso profitierte er bei Darstellungen verwüsteter Städte bzw. Gebäude von seiner kurzzeitigen Ausbildung zum Architekten.
Bone führte als Kriegskünstler stets ein handliches Skizzenbuch bei sich, um in Echtzeit Bilder so detailreich wie möglich festzuhalten. Dadurch musste er im Nachhinein kaum Korrekturen oder Schönfärbereien vornehmen. Dementsprechend arbeitete er mit maniablen Werkzeugen wie Stiften, Bleistiften, Kreide, Kohle oder Wasserfarben. Bone bevorzugte es, eine Zeichnung in nur einer Sitzung vor Ort zu produzieren, um die Notwendigkeit anschließender Nachbesserungen aus dem Gedächtnis heraus zu reduzieren. Aus diesem Grund sind Bones Kriegsdarstellungen eher kleinformatig. Großflächige Gemälde wurden zu dieser Zeit dagegen häufig in Studios auf Grundlage von zuvor gemachten Skizzen angefertigt. Die auf diese Weise verloren gegangene Authentizität stand im Kontrast zu Bones Vorgehensweise, an Ort und Stelle zu Werke zu gehen, und unterstrich wiederum seine künstlerische Versiertheit. Diese, sowie die Tatsache, dass Bone seine Arbeit fernerhin unter teils besonders widrigen Bedingungen verrichten musste, brachten ihm den Ruf eines herausragenden Kriegskünstlers ein.

## Propaganda und Rezeption
Das Ziel des britischen Kriegspropagandabüros war es, neutrale Nationen wie die USA über das Geschehen während des Ersten Weltkrieges aufzuklären und sie von der Notwendigkeit zu überzeugen, Großbritannien und seinen Verbündeten zur Seite zu stehen. Das Büro entschied sich aufgrund der geringen Mannigfaltigkeit der verfügbaren fotografischen Arbeiten für die Initiierung eines Kriegskünstlerprogramms, das sich auf illustrierte Propaganda konzentrieren sollte. Die britische Bevölkerung empfand Überdruss hinsichtlich der heroischen Darstellungen ihrer Soldaten auf Kriegsfotografien. Um die Öffentlichkeit von der Authentizität der, auf Anweisung des Propagandabüros publizierten, Abbildungen zu überzeugen, wurde entschieden, dass die illustrierte Propaganda von beschlagenen Künstlern wie Bone bereitgestellt werden sollte.
Bone wurde in Großbritannien als exzeptioneller Radierer angesehen. Er galt als äußerst geschickt, talentiert und als hervorragender Beobachter. Diese Eigenschaften machten ihn für Charles Masterman zum gefragten Kriegskünstler. Jener war stark auf Glaubwürdigkeit und Authentizität bedacht. Masterman wollte nicht, dass die Bevölkerung denkt, dass das Kriegspropagandabüro sie dazu verleiten möchte, Unwahrheiten zu glauben. Dies sei schädlich für die Glaubwürdigkeit und Integrität der Agentur. Er sagte: „Wir haben beschlossen […] Tatsachen und allgemeine Argumente auf der Grundlage dieser Fakten zu präsentieren“ (Malvern 2004: 17, Übers.). Bones grafischer Realismus eignete sich Ideal für dieses Vorhaben.
Bone erhielt vom Kriegspropagandabüro klare Anweisungen, welche Sujets er abzubilden hatte. 200 seiner Zeichnungen wurden Ende 1916 für den Verkauf veröffentlicht. Jedes Exemplar enthielt zudem einen erklärenden Aufsatz und hilfreiche Bildunterschriften. Das Hauptquartier der Briten an der Front, zu welchem sich Bone nach der Fertigstellung seiner Bilder von der Schlacht an der Somme begeben hatte, fand zunächst jedoch wenig Gefallen an seinem Werk und empfand es als eher kraftlos und fade.
Bones Bilder vom Ersten Weltkrieg wurden 1917 vom Country Life, einem seriösen britischen Magazin, in einer Sammlung namens The Western Front veröffentlicht. 12.000 Exemplare der Publikation waren für den Verkauf bestimmt, weitere 12.000 wurden für Propagandazwecke verwendet und 6.000 wurden nach Amerika geschickt. Die Erlöse flossen u. a. in die Finanzierung des Krieges. The Western Front wurde auch ins Französische übersetzt und 300 Ausgaben nach Frankreich versandt, zusammen mit 500 englischsprachigen Exemplaren. Es wurden ebenfalls Bildtafeln und Postkarten mit den Motiven für den Verkauf hergestellt. Bones wirklichkeitsnahe Darstellungen haben innerhalb der Bevölkerung viele Diskussionen ausgelöst. Als seine Bilder der Öffentlichkeit präsentiert wurden, erhielten sie gemischte Rezensionen. Wilfred Owen stellte sie als unrealistisch hin und kritisierte: „Diese ‘Somme-Bilder‘ sind die Lachnummer der Armee“. Der namhafte Kunstkritiker Frank Rutter lobte hingegen Bones Genauigkeit bei der Darstellung von Kriegsgegenständen. Bones Kunstwerke wurden 1917 in einer Ausstellung in der Colnaghi Galerie in London dargeboten, die allerdings nicht sonderlich erfolgreich war. Trotz der missglückten Ausstellung verkauften sich die Ausgaben der Western Front nicht schlecht, sodass Bones Popularität während des Ersten Weltkrieges zunahm und er bei Kunstkritikern in Großbritannien als auch im Ausland breite Akzeptanz genoss. Bone wurde im Gegensatz zu anderen zeitgenössischen Künstlern während des Krieges vergleichsweise wohlhabend. Sein Erfolg ermutigte das britische Kriegspropagandabüro schließlich weitere offizielle Kriegskünstler einzustellen, u. a. Paul Nash, Wyndham Lewis und Stanley Spencer.

## Werke (Auswahl)
- Snowy Morning, Queen Margaret’s College, Glasgow (1900–1901)
- Somerset House (1905)
- Ballantrae School House (1905–1907)
- Study for 'The Great Gantry, Charing Cross Station' (1906)
- Demolition of St. James’s Hall (Exterior) (1907)
- The British Museum Reading Room, Mai 1907 (1907)
- In The War Zone (1916)
- A Ruined Village in France: Bécordel-Bécourt (1916)
- A View in Flanders behind the Lines, Showing Locre and the Tops of Dug-Outs on the Scherpenber (1916)
- On the Somme near Mametz (1916)
- Waiting for the Wounded at a Collecting Station in the Field on the Somme at Montauban (1916)
- Heavy Artillery Officers’ Mess, Vlamertinghe Chateau, August 1916 (1916)
- A French Chateau Occupied by the 3rd Coldstream Guards, Oktober 1916 (1916)
- A Church in the Citadel at Arras (1916)
- Building Ships: A Shipyard (1917)
- Building Ships: A Shipyard Seen from a Big Crane (1917)
- Building Ships: A Fitting Out Basin  (1917)
- Building Ships: Ready for Sea (1917)
- Building Ships: On the Stocks (1917)
- Building Ships: A Workshop (1917)
- Ruins of the Church at Péronne, April 1917 (1917)
- A Soldiers’ Cemetery at Lihons, Mai 1917 (1917)
- Ready for Sea (1917)
- Church at Bapâume (1917)
- An Officers Billet at G.H.Q., Juni 1917 (1917)
- From the Bridge of a Battleship (1917)
- From the After Deck of a Battleship (HMS Tiger from HMS Repulse) (1917)
- The Town Hall, Péronne (1918)
- The Battle of the Somme (1918)
- The Mountain Background, Gerona (1926)
- The Return from Dunkirk (1940)
- Torpedoed Oil Tanker (1940)[22]